# Ось повернеться тато
«Ось повернеться тато» («Kakam gaydyp geler») — радянський художній фільм 1981 року, знятий режисером Халмамедом Какабаєвим на кіностудії «Туркменфільм».

## Сюжет
За мотивами оповідань Х. Какабаєва та Б. Аннанова. Фільм присвячений хлопчакам, що змужніли на війні. У центрі оповідання — молочниця Бахар та аульний листоноша Мердан. Їм немає ще й дев'яти, але вони знають, що кожен прожитий день, кожна добра справа наближає День Перемоги і день повернення батьків.

## У ролях
- Гульнара Бабаєва — Бахар (дублювала Кіра Розповідова)
- Курбан Атаєв — Мердан (дублював Андрій Комаров)
- Юрій Ільянов — Ахмадулін (дублював Володимир Антоник)
- Карен Джангірян — Сурен (дублював Артем Карапетян)
- Олександр Вдовін — Микола (дублював Станіслав Захаров)
- Майя Аймедова — мати Бахар (дублювала Антоніна Кончакова)
- В. Левіна — тітка Ніна (дублювала Людмила Іванова)
- Єлизавета Караєва — Гульнабат (дублювала Світлана Коновалова)
- Гуванч Аннаєв — Сердар (дублював Олексій Панькин)
- Бегенч Джумагельдиєв — Аман (дублював О. Комаров)
- Ата Дурдиєв — Серхан-ага (дублював Яків Бєлєнький)
- Марат Бердиєв — Томі (дублював Володимир Ферапонтов)
- Ґуля Керімова — Сона Мурадова (дублювала Галина Булкіна)
- П. Іллясов — залізничник (дублював Микола Граббе)
- Чари Ішанкулієв — солдат (дублював Рудольф Панков)
- Ата Довлетов — епізод
- Енегюль Алланова — епізод
- К. Аменгелдієв — епізод
- О. Аннамирадова — епізод
- Худайберди Ніязов — шофер
- Нурбібі Кутлієва — епізод
- Григорій Абрамов — епізод
- Г. Самедова — епізод
- Огультач Ханниєва — епізод
- А. Бяшимова — епізод
- Д. Халмамедов — епізод
- Хурма Хаджимурадова — епізод
- Іон Шкуря — поранений
- А. Лавін — епізод
- А. Константинов — епізод
- Вапа Мухамедов — епізод
- М. Айдогдиєв — епізод
- Галина Байбабаєва — епізод

## Знімальна група
- Режисер — Халмамед Какабаєв
- Сценаристи — Халмамед Какабаєв, Олександр Чернов
- Оператор — Овез Вельмурадов
- Композитор — Нури Халмамедов
- Художник — Селім Амангельдиєв